# Bernard Jean Corneille Pothast
Bernard Jean Corneille Pothast, o simplemente, Bernard Pothast, (Halle, 30 de noviembre de 1882 - Laren, 1 de febrero de 1966) fue un pintor neerlandés, que forma parte de la segunda generación de artistas de la llamada Escuela de Laren.

## Vida
Bernard Pothast nació en Bélgica. Era hijo del pintor holandés Hendrik Antoon Pothast (1847-1924) y Catharina Anna Christina Verhaaren (1850-1903). Era el hermano menor del pintor Willem Pothast (1877-1916). 
En 1886 la familia se mudó a Amsterdam donde se formó artísticamente en la Real Academia de Bellas Artes de Amsterdam (Rijksakademie van beeldende kunsten), junto con August Allebé (1904-1907), y continuó sus estudios en la École des Beaux-Arts de París, como alumno de Gabriel Ferrier.
En 1911 se instaló en el pueblo de pintores de Laren.
Pothast falleció a la edad de 83 años.

## Obra
Pothast pintó numerosas escenas de interiore con representaciones de figuras y vistas del puerto en un estilo romántico-impresionista. También fue copista de piezas de museo. Fue miembro de la Asociación de Artistas Visuales Laren-Blaricum.
De sus trabajos destacan las composiciones de escenas hogareñas, familiares, donde se muestra a una madre, junto a una ventana, atendiendo a sus hijas. Es «uno de los máximos exponentes de la pintura con niños, si bien su obra no ha transcedido como debiera». Como curiosidad reseñar «que los modelos eran sus propios hijos.»